# Richard Edward Dennett
Richard Edward Dennett byl anglický obchodník, který na počátku 20. století vyvážel z Konga (dnešní Republika Kongo) a napsal řadu knih ovlivňujících sociologický a antropologický výzkum kultur západní Afriky.